# 圣皮埃尔德朗德
圣皮埃尔德朗德（法語：Saint-Pierre-des-Landes，法語發音：[sɛ̃ pjɛʁ de lɑ̃d]）是法国马耶讷省的一个市镇，位于该省西部偏北，属于拉瓦勒区。

## 地理
圣皮埃尔德朗德（48°16'27"N, 1°1'41"W）面积40.9 平方千米，位于法国卢瓦尔河地区大区马耶讷省，该省份为法国西北部内陆省份，北起芒什省和奧恩省，西接伊勒-维莱讷省，南至曼恩-卢瓦尔省，东临萨尔特省。
与圣皮埃尔德朗德接壤的市镇（或旧市镇、城区）包括：拉佩勒里讷、埃尔内、瑞维涅、拉尔尚、吕特雷-栋皮埃尔。

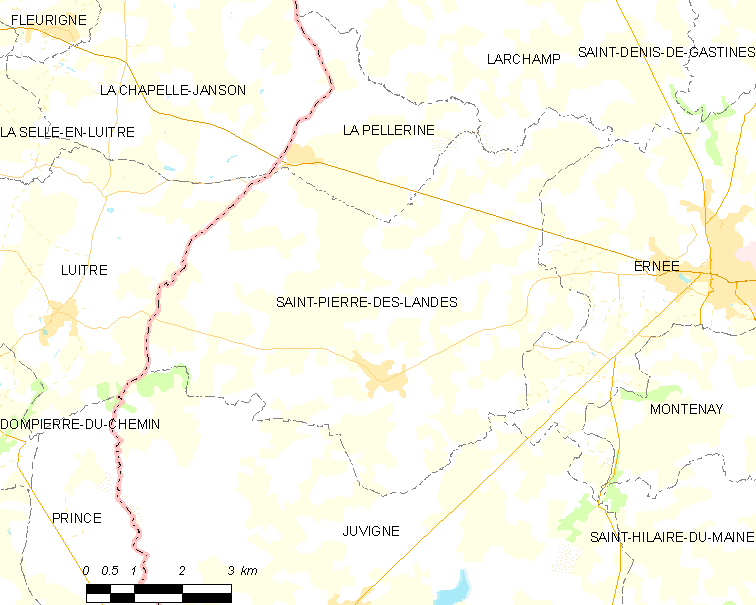
圣皮埃尔德朗德的OSM定位图

圣皮埃尔德朗德的时区为UTC+01:00、UTC+02:00（夏令时）。

## 行政
圣皮埃尔德朗德的邮政编码为53500，INSEE市镇编码为53245。

## 政治
圣皮埃尔德朗德所属的省级选区为埃尔内县。

## 人口

1962-2008年间圣皮埃尔德朗德人口变化图示

圣皮埃尔德朗德于2022年1月1日时的人口数量为927人。